# Кёвеши, Лаура Кодруца
Лаура Кодруца Кёвеши (рум. и венг. Laura Codruța Kövesi, урождённая Лаура Кодруца Ласку (рум. Laura Codruța Lascu); род. 15 мая 1973 года, Сфынту-Георге, Румыния) — румынский государственный деятель, Главный прокурор Национального антикоррупционного управления (2013-2018). С 2006 по 2012 год являлась Генеральным прокурором Румынии.
В октябре 2019 года, после победы над французом Жаном-Франсуа Бонерта была утверждена в качестве первого главного прокурора Европейского Союза.

## Биография
Лаура Кодруца Ласку родилась в румынском городе Сфынту-Георге 15 мая 1973 года. Её отец, Йоан Ласку, работал прокурором. В детстве и юности играла в баскетбол. В 1989 году, в составе юношеской сборной Румынии, стала вице-чемпионкой Европы среди девушек до 16 лет.
С 1991 по 1995 год училась в Университете Бабеш-Бойяи (Клуж-Напока) на Юридическом факультете.
С 15 сентября 1995 года по 1 мая 1999 года — прокурор при прокуратуре в суде (judecătoria) города Сибиу.
В 1996—1997 годах училась в Университете «Лучиан Блага» в Сибиу на юридическом факультете. Получила степень бакалавра в области «Право судебных органов», профиль «Юридические науки».
С 1 мая 1999 года по 1 ноября 2000 года — прокурор при прокуратуре в суде (tribunalul) города Сибиу.
С 1 ноября 2000 года по 1 ноября 2002 года — Главный прокурор Управления по борьбе с коррупцией и организованной преступностью в прокуратуре при суде (tribunalul) Сибиу.
С 1 ноября 2002 года по 1 сентября 2004 года — Главный прокурор Управления по борьбе с организованной преступностью и наркотиками в прокуратуре при суде (tribunalul) Сибиу.
С 1 сентября по 1 декабря 2004 года — Главный прокурор Уголовно-следственного отдела прокуратуры при суде (tribunalul) Сибиу.
С 1 декабря 2004 года по 1 января 2006 года — Прокурор территориального управления Сибиу — Управление по расследованию организованной преступности и терроризма.
С 1 января по 2 октября 2006 года — Главный прокурор территориального управления Сибиу — Управление по расследованию организованной преступности и терроризма.
Со 2 октября 2006 года по 2 октября 2012 года — Генеральный прокурор прокуратуры при Высоком кассационном суде и правосудии. Вступив в эту должность в 2006 году, стала первой женщиной и самым молодым Генеральным прокурором в истории Румынии. Позднее (в 2009 году), она стала первым Генеральным прокурором Румынии, который отработал свой мандат до конца.
26 апреля 2012 года получила степень доктора юридических наук после защиты кандидатской диссертации на тему «Борьба с организованной преступностью посредством положений уголовного права».
С 3 октября 2012 года по 16 мая 2013 года — Министр-советник, Высокий представитель Министерства юстиции по связям с Европейской комиссией.
С 16 мая 2013 года — Главный прокурор Национального антикоррупционного управления (DNA). Её пребывание на посту главы управления значительно повысило доверие общественности к данной организации. Согласно опросу INSCOP 2015 года, 60 % румын доверяют управлению (по сравнению с 61 % для Румынской Православной Церкви и только 11 % для парламента). За несколько лет работы Кёвеши в DNA были привлечены к суду тысячи коррумпированных министров, медиамагнатов, судей, прокуроров, депутатов и бизнесменов. Доля арестов составила 90 %. Европейский союз высоко оценил борьбу с коррупцией в Румынии при Кёвеши.
С февраля 2016 года — главный прокурор Министерства юстиции.
9 июля 2018 года президент Румынии Клаус Йоханнис подписал указ об отставке Лауры Кёвеши с поста Главного прокурора Национального антикоррупционного управления (DNA) Румынии.
В январе 2019 года Лаура Кёвеши успешно зарегистрировала в Европейском суде по правам человека иск о неправомерном увольнении с поста шеф-прокурора, а позже подала заявку на участие в конкурсе на выборах генерального прокурора Евросоюза.
19 сентября 2019 года за назначение Лауры Кёвеши на должность главного прокурора Евросоюза проголосовали 17 послов ЕС из 22.

## Критика
Противники Кёвеши обвиняют её и DNA в нарушении прав человека. Отдельной критике подвергается использование прослушивания телефонов. Некоторые сравнивают работу DNA с деятельностью властей во время коммунистического режима при Николае Чаушеску.

## Книги и статьи

### Книги
- Соавтор книги «Коррупция и организованная преступность» /Авт. кол.: Ласку, Йоан; Кёвеши, Лаура Кодруца; Сибиу: Альма-матер, 2002. — 267 с. ISBN 9738230993.
- Соавтор книги «Профилактический арест. Признание конкретной общественной опасности общественному порядку» /Авт. кол.: Кёвеши, Лаура Кодруца; Титиан, Дана; Фрасие, Даниела; Бухарест: Хамангиу, 2009. — 472 с. ISBN 9786065221185.

### Статьи
- «Судебные издержки в случае образовательных мер» // Pro Lege. — 1996. — № 3. — С. 48.
- Соавтор. «Уголовное расследование некомпетентным органом» // Pro Lege. — 1996. — № 4. — С. 226.
- «Положение в уголовном процессе в случае смерти потерпевшей стороны, сделавшей предварительную жалобу» // Dreptul. — 1997. — № 5. — С. 82.
- Соавтор. «Кассация со ссылкой. Пределы повторного судебного разбирательства. Превышение руководящих принципов решения об отказе» // Dreptul. — 2000. — № 6. — С. 127.
- Соавтор. «Кассация со ссылкой. Пределы повторного судебного разбирательства. Превышение руководящих принципов решения об отказе» // Pro Lege. — 2000. — № 1. — С. 128.
- Соавтор. «Новое постановление о коррупционных правонарушениях» // Dreptul. — 2000. — № 10. — С. 3.
- Соавтор. «Расширение преступности, связанной с незаконным оборотом наркотиков» // Dreptul. — 2000. — № 12. — С. 3.
- «Право на защиту — основное право, регулируемое международным правом и румынским законодательством» // Pro Lege. — 2000. — № 3. — С. 5.
- Соавтор. «Коррупционные правонарушения. Новые обвинения» // Pro Lege. — 2000. — № 4. — С. 17.
- «Можно применить наказание, предусмотренное ст. 290 Уголовного кодекса в случае преступлений, предусмотренных статьёй 40 Закона №. 82/1991» // Dreptul. — 2001. — № 8. — С. 133.
- «Поручив покупку лекарств, необходимых химических веществ и прекурсоров под прикрытием и его сотрудничество» // Dreptul. — 2002. — № 7. — С. 24.
- «Следователь рассмотрел — новое учреждение, введённое Законом №. 143/2000 о борьбе с незаконным оборотом и потреблением наркотиков» // Dreptul. — 2002. — № 9. — С. 109.
- «Процедурные положения, изложенные в Законе № 143/2000 о борьбе с незаконным оборотом наркотиков и их потреблением. Контролируемые поставки» // Dreptul. — 2002. — № 11. — С. 195.
- «Разрешение на проведение медицинских исследований» // Dreptul. — 2002. — № 12. — С. 153.
- «Авторизация доступа к телекоммуникационным или компьютерным системам» // Dreptul. — 2003. — № 1. — С. 182.
- «Причины наказания, предусмотренные специальными законами в области борьбы с организованной преступностью» // Dreptul. — 2003. — № 5. — С. 94.
- «Доступ и контроль телекоммуникационных или компьютерных систем. Средство образца» // Dreptul. — 2003. — № 7. — С. 143.
- «Надзор за банковскими счетами и счетами, ассимилированными на банковские счета» // Dreptul. — 2003. — № 8. — С. 152.

## Награды и достижения

### Спортивные
Румыния (до 16)
- Вице-чемпионка Европы (1): 1989.

### Государственные
- «Свидетельство об оценке за признание особых усилий и высокого вклада в обязанности секретных служб Соединенных Штатов», приписываемые Директором секретной службы Соединенных Штатов (2007).
- Премия «Cybercrime Fighter Award», присуждаемая McAfee (октябрь 2008).
- «Офицер Национального ордена за заслуги», представлена Президентом Франции (18 мая 2011)[19].
- Национальный орден «Звезда Румынии» в степени кавалера, представлена Президентом Румынии (2 октября 2012)[20].
- Премия «Мужественные женщины» посольства Соединенных Штатов в Бухаресте (10 апреля 2014)[21].
- «Кавалер ордена Почётного легиона», представлена Президентом Франции (15 января 2016)[19].
- «Командор ордена полярной звезды», представлена королём Швеции (14 июня 2016)[22].

## Личная жизнь
Кроме румынского, владеет английским  языком.

### Семья
В 2002 году вышла замуж за венгра Эдуарда Кёвеши. В 2007 году пара развелась. Лаура решила оставить фамилию бывшего мужа.